# Bordissot Negra de Coll Llarg
Bordissot Negra de Coll Llarg es un cultivar de higuera de tipo higo común Ficus carica, unífera de higos de epidermis con color de fondo negro mate con sobre color negro marronáceo. Se cultiva en la colección de higueras de Montserrat Pons i Boscana en Llucmajor, Islas Baleares.

## Sinonimia
- „sin sinónimos“.[3][5][6]

## Historia
Actualmente la cultiva en su colección de higueras baleares Montserrat Pons i Boscana, rescatada de un ejemplar o higuera madre localizado en "can Barraquer" término de Sinéu, propiedad de Pep Feliu i Planas ubicada en la entrada de la vaquería del huerto.
La variedad 'Bordissot Negra de Coll Llarg' fue descrita por Esterlich y citada en 1910, localizada en los higuerales de Campos.
La variedad 'Bordissot Negra de Coll Llarg' se distingue de la variedad Bordissot Negra fundamentalmente por tener el cuello más largo y rojizo, no abunda la gota de miel en el ostiolo, y el follaje se reparte a partes iguales entre las de 1 y 3 lóbulos.

## Características
La higuera 'Bordissot Negra de Coll Llarg' es una variedad unífera de tipo higo común. Árbol de desarrollo mediano, copa ovalada, y anchura notable con ramaje muy apretado y follaje regular. Sus hojas con 3 lóbulos (50%), y de 1 lóbulo (50%). Sus hojas con dientes presentes y márgenes serrados. 'Bordissot Negra de Coll Llarg' tienen un desprendimiento mediano de higos, teniendo un periodo de cosecha largo y un rendimiento  productivo medio. La yema apical es cónica de color verde amarillento.
Los higos 'Bordissot Negra de Coll Llarg' son higos urceolados, que presentan unos frutos grandes de unos 39,580 gramos en promedio, de epidermis de grosor mediano y tacto poco áspero, de color de fondo negro mate con sobre color negro marronáceo. Ostiolo de 0 a 2 mm con escamas pequeñas oscuras. Pedúnculo de 2 a 5 mm cilíndrico rojizo. Grietas longitudinales escasas. Costillas poco marcadas. Con un ºBrix (grado de azúcar) de 27, sabor dulce, con consistencia fuerte, con color de la pulpa rojo oscuro. Con cavidad interna grande y una gran cantidad de aquenios medianos. Son de un inicio de maduración sobre el 14 de septiembre al 28 de octubre y de producción alta. Son bastante  resistentes a la lluvia y mediana a la apertura del ostiolo.
Se usa para higo fresco y seco en humanos así como en alimentación animal ganado bovino y porcino. Son medianamente resistentes al desprendimiento, fácil pelado. Resistentes al transporte, al agriado y a la apertura del ostiolo.

## Cultivo
'Bordissot Negra de Coll Llarg', es una variedad que se utiliza para consumo humano y animal tanto en fresco como seco. Se está tratando de recuperar de ejemplares cultivados en la colección de higueras baleares de Montserrat Pons i Boscana en Llucmajor.